# Hagested
Hagested er en landsby på Nordvestsjælland med 448 indbyggere  (2024). Hagested er beliggende i Hagested Sogn to kilometer nord for stationsbyen Ny Hagested, fem kilometer øst for Gislinge og 10 kilometer nord for Holbæk. Landsbyen tilhører Holbæk Kommune og er beliggende Region Sjælland.
Hagested Kirke ligger i landsbyen.